# 海地巫毒

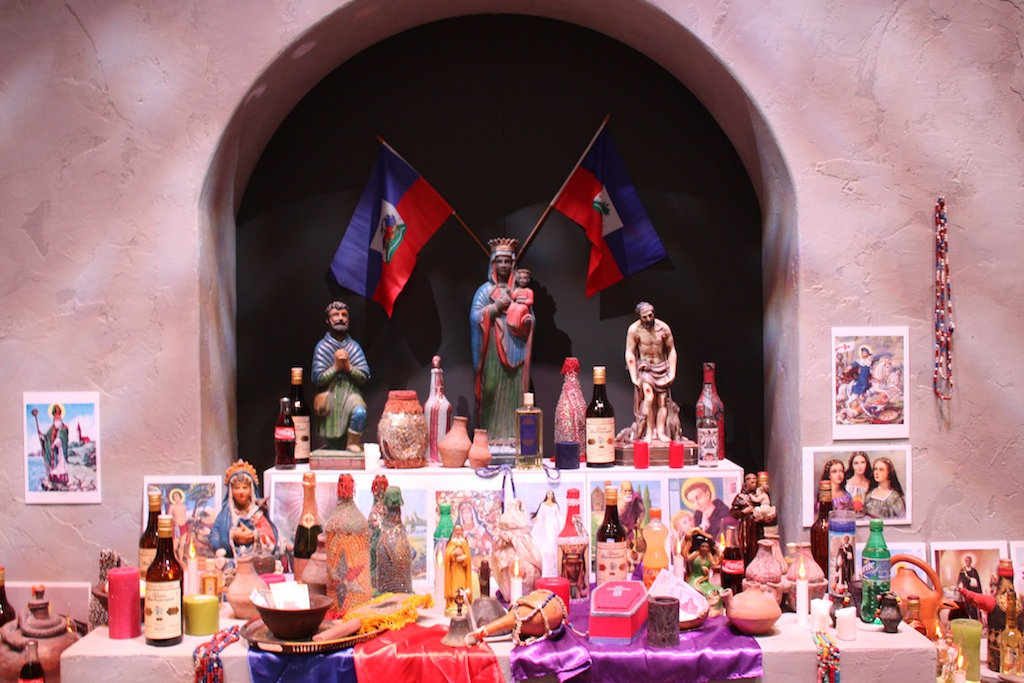
海地巫毒的圣坛

海地巫毒是一个融合主义宗教，其儀式和信仰等源自非洲的伏都教，主要流行于海地以及海地裔社群之间。信奉者被称为“巫毒信徒”（法語：vodouisants）或“靈魂的仆人”。
巫毒信徒相信一个不太清晰且不可知的创造神本爹（Bondye，來自法語"Bon Dieu"，原意为「好天主」）。巫毒信徒相信本爹不调解人间事务，因此他们直接崇拜本爹的下级神明羅瓦（Loa）。每个羅瓦主司生命的某個特定層面，羅瓦多變的性格反映了他们所代表的生命層面潛藏了許多種可能。巫毒信徒透過進獻供品、建立私人祭壇、複雜的歌舞儀式與附身儀式等方式與羅瓦建立關係，以解答日常生活中的難題。
海地巫毒发源于尼日利亚的巫毒，在法兰西殖民帝国时期发展，18世纪时随着西非奴隶贸易，巫毒由黑奴带入海地。非洲宗教被压制，黑奴被迫皈依基督教 。海地巫毒与西非丰族和埃维人的巫毒有密切联系，又融入约鲁巴人和刚果人的传统信仰，以及加勒比海沿岸泰诺族的原始信仰、基督教、欧洲神秘主义等其他影响，最终形成了海地巫毒。
在海地，一些天主教的傳統与巫毒结合。美國中央情報局《世界概況》報告稱，2.1%的海地人口自認為信仰海地伏都教，但同時補充稱，「許多海地人除了信仰其他宗教（最常見的是天主教）外，還遵循伏都教的習俗」。儘管天主教會強烈譴責伏都教，但由於海地人經常以融合的方式信仰伏都教，因此伏都教的信仰比例存在爭議。海地新教基督徒遵循伏都教習俗的可能性較小，因為他們的教會強烈譴責伏都教是惡魔。 。海地巫毒也是黑人性运动一组成部分。

### 引用
1. ↑  Cosentino 1995b，第25頁.
2. ↑  Gordon 2000，第48頁.
3. ↑  Brown 1991，第6頁.
4. ↑  Brown 1991，第4–7頁.
5. ↑  Gordon 2000，第10頁.
6. ↑  Desmangles 1990，第475頁.
7. ↑  Cosentino 1995b，第25-55頁.
8. ↑  .   [2025-06-20]. （原始内容存档于2021-02-09）.
9. ↑  Rey, Terry; Stepick, Alex (编). . NYU Press. 2013: 5  [2 May 2016]. ISBN 978-0-8147-7708-4.
10. ↑  Rey, Terry; Stepick, Alex. . NYU Press. 2013-08-19. ISBN 9781479820771 （英语）.

### 來源
- Cosentino, Donald J. . Donald J., Cosentino  (编). . Los Angeles: UCLA Fowler Museum of Cultural History. 1995b: 25–55. ISBN 0-930741-47-1.
- Gordon, Leah. . Barron's Educational Series. 2000. ISBN 0-7641-5249-1.
- Brown, Karen McCarthy. . Berkeley: University of California Press. 1991. ISBN 0-520-22475-2.
- Desmangles, Leslie G. . Anthropos. 1990, 85 (4/6): 475–482. JSTOR 40463572.